# Sijhua
Sijhua è una suddivisione dell'India, classificata come census town, di 4.478 abitanti, situata nel distretto di Bokaro, nello stato federato del Jharkhand. In base al numero di abitanti la città rientra nella classe VI (meno di 5.000 persone).

## Geografia fisica
La città è situata a 23° 36' 59 N e 86° 06' 01 E.

## Società

### Evoluzione demografica
Al censimento del 2001 la popolazione di Sijhua assommava a 4.478 persone, delle quali 2.400 maschi e 2.078 femmine. I bambini di età inferiore o uguale ai sei anni assommavano a 735, dei quali 374 maschi e 361 femmine. Infine, coloro che erano in grado di saper almeno leggere e scrivere erano 2.250, dei quali 1.514 maschi e 736 femmine.